# Colin Tudge
Colin Tudge (nascut el 22 d'abril de 1943 a Londres és un naturista i escriptor anglès.

## Obra
Entre les seves publicacions, les més notòries són:
- The secret life of trees
- Consider the birds:who they are and what they do
- Feeding people is easy
- Animal Welfare and the Ideal of Europe
- The Variety of Life: A survey and a celebration of all the creatures that have ever lived
- The Engineer in the Garden: Genes and Genetics from the Idea of Heredity to the Creation of Life